# مونتوجیو
مونتوجیو (به ایتالیایی: Montoggio) یک کومونه در ایتالیا است که در استان جنوا واقع شده‌است.

## خصوصیات
مونتوجیو ۴۶٫۴ کیلومترمربع مساحت و ۲٬۰۱۸ نفر جمعیت دارد و ۴۳۸ متر بالاتر از سطح دریا واقع شده‌است.

## نگارخانه

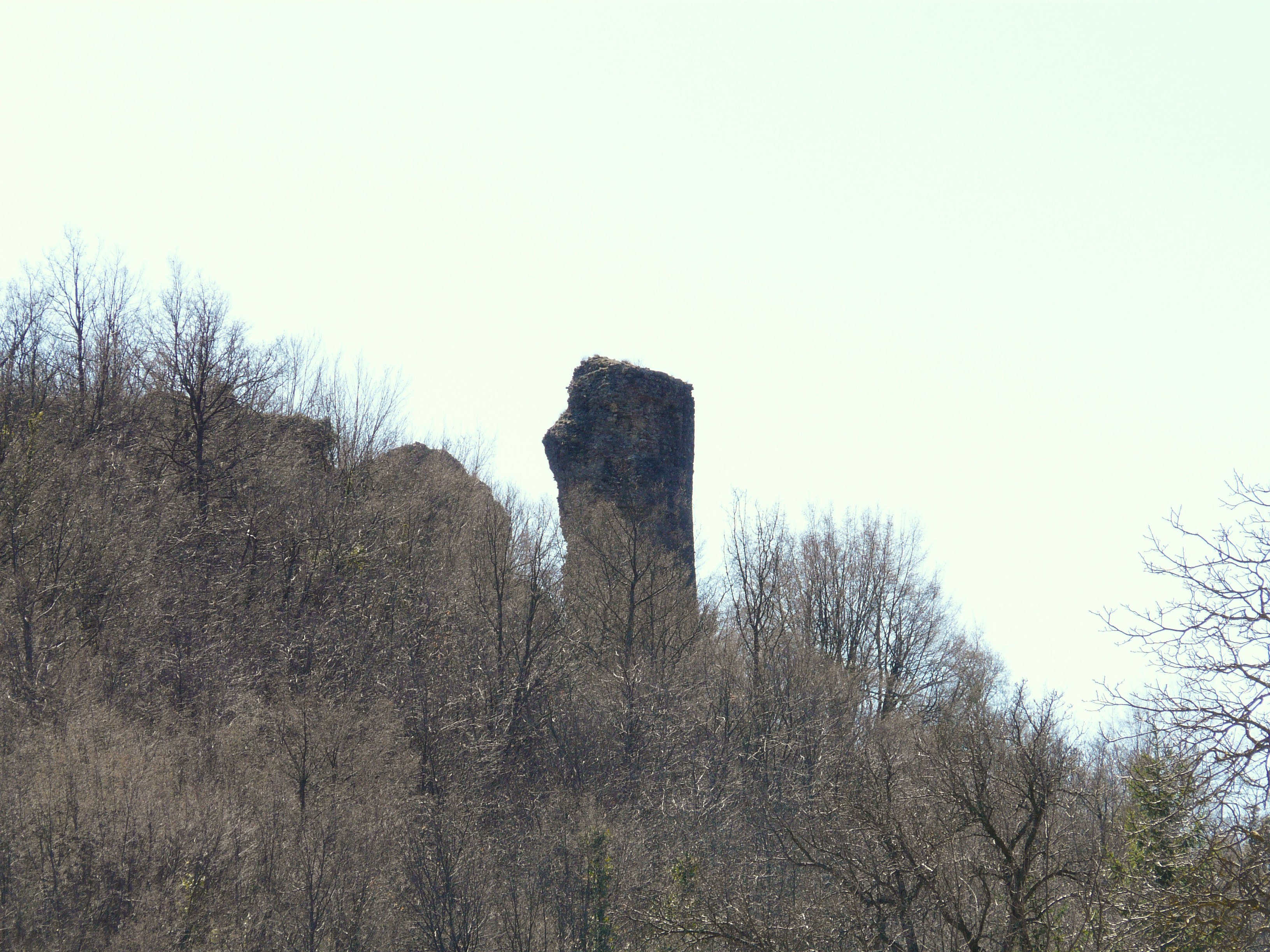
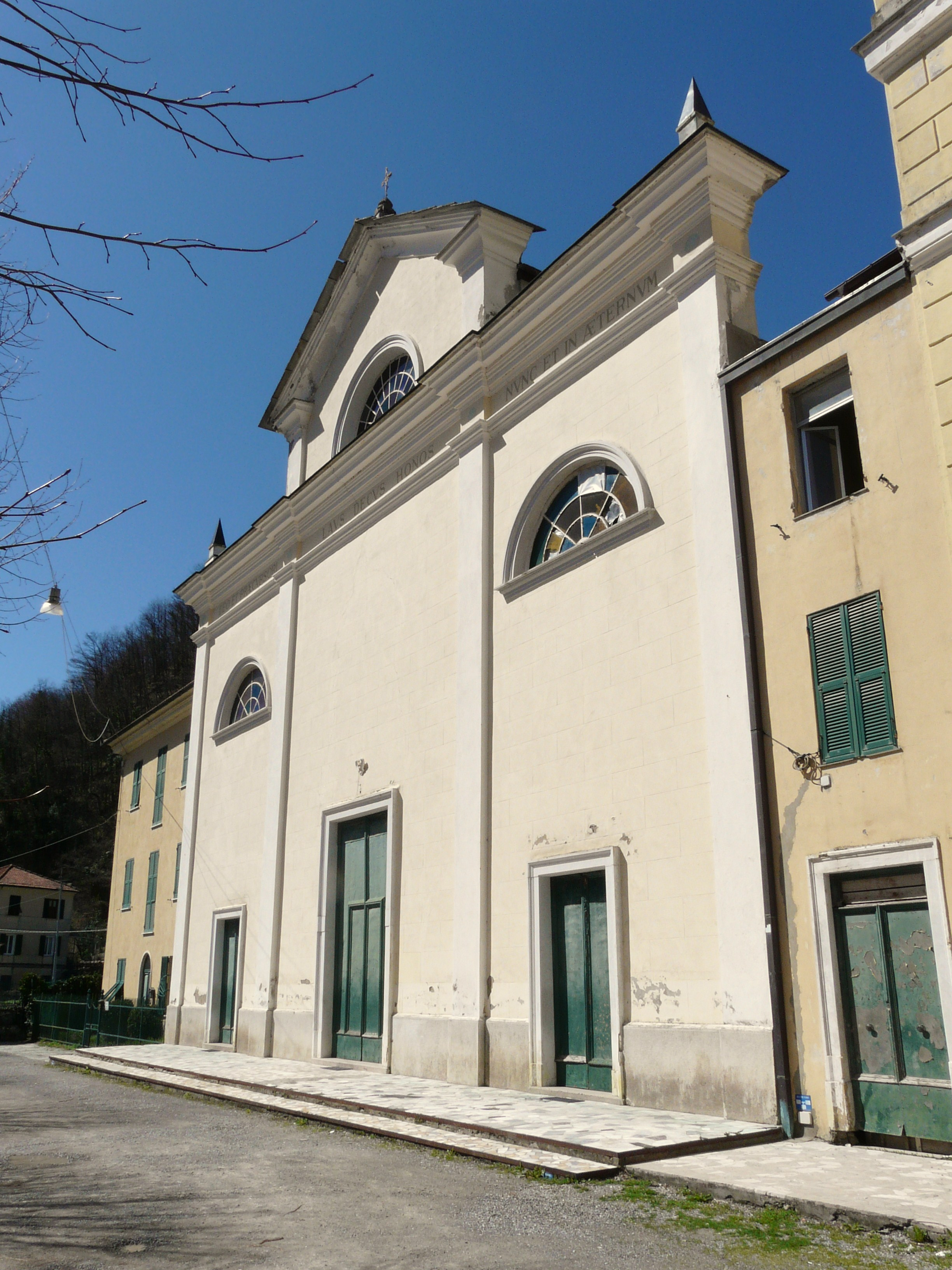
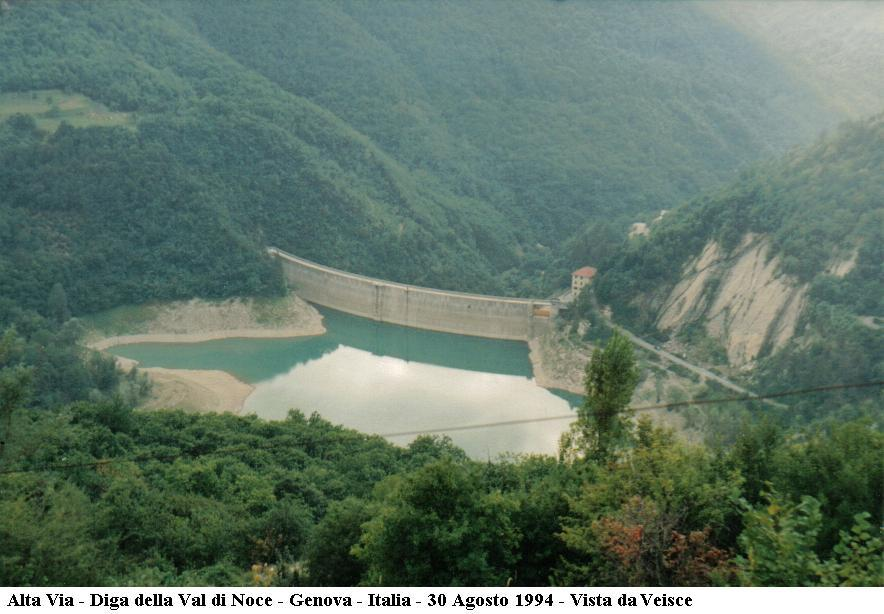
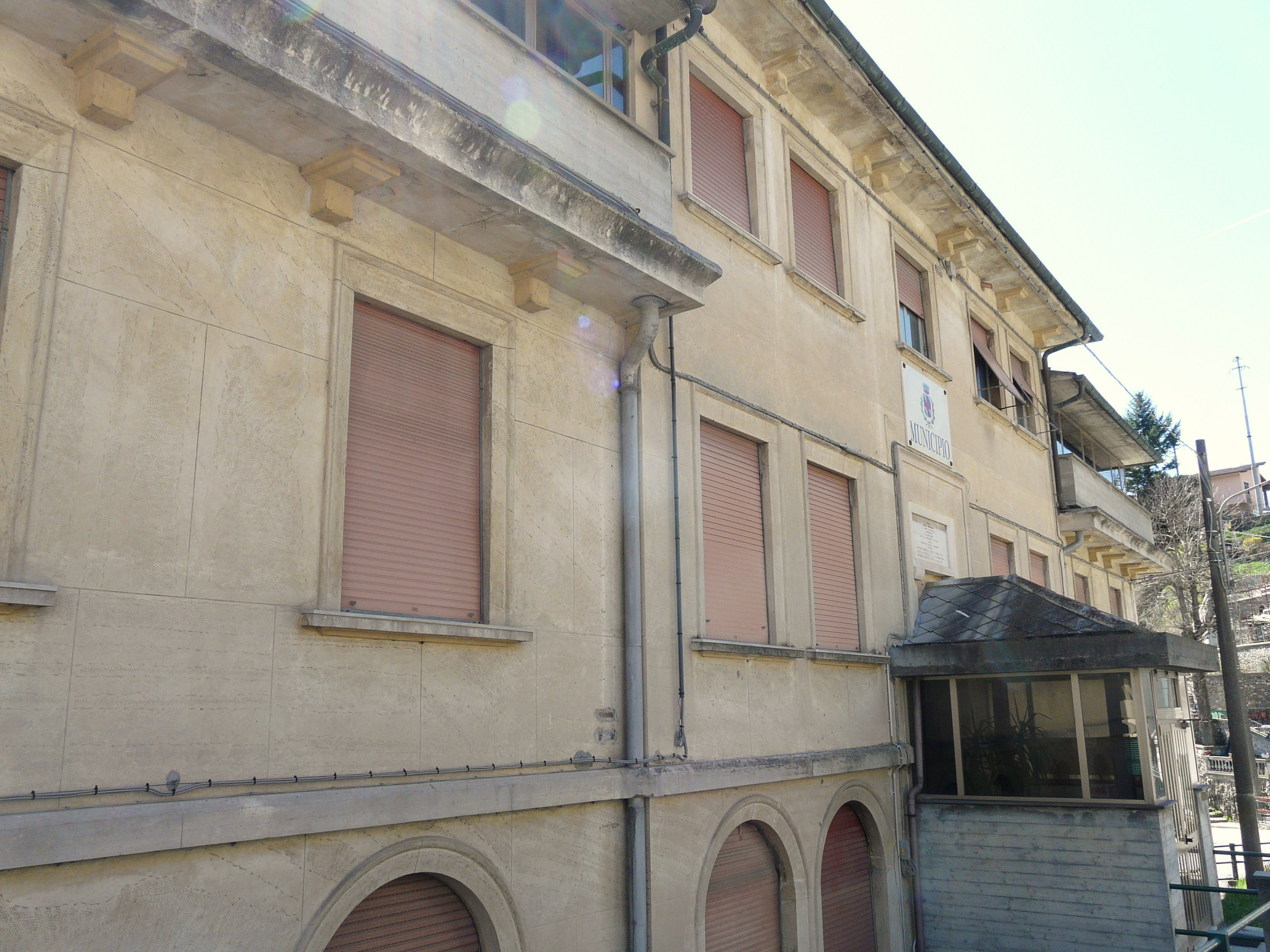
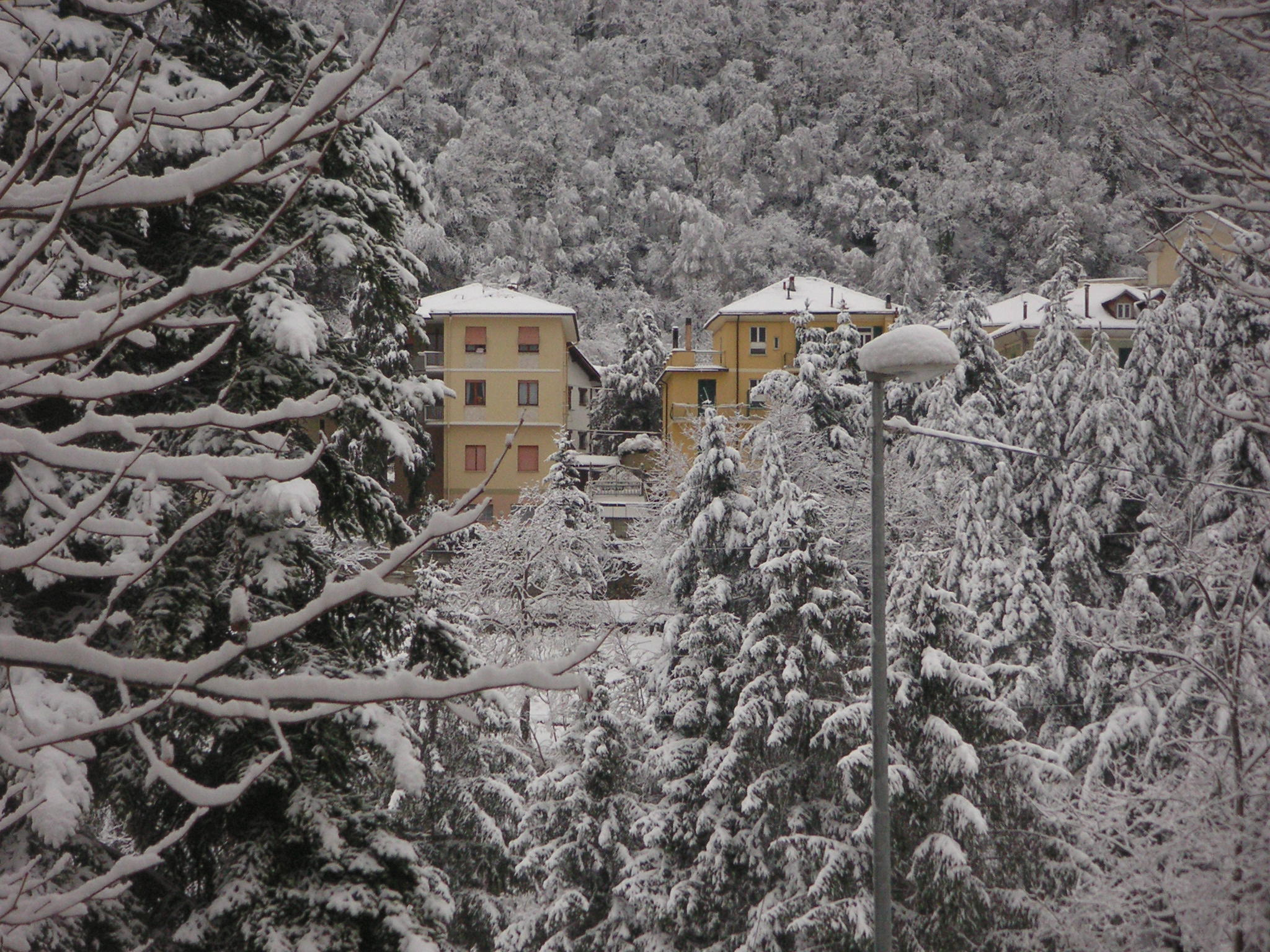
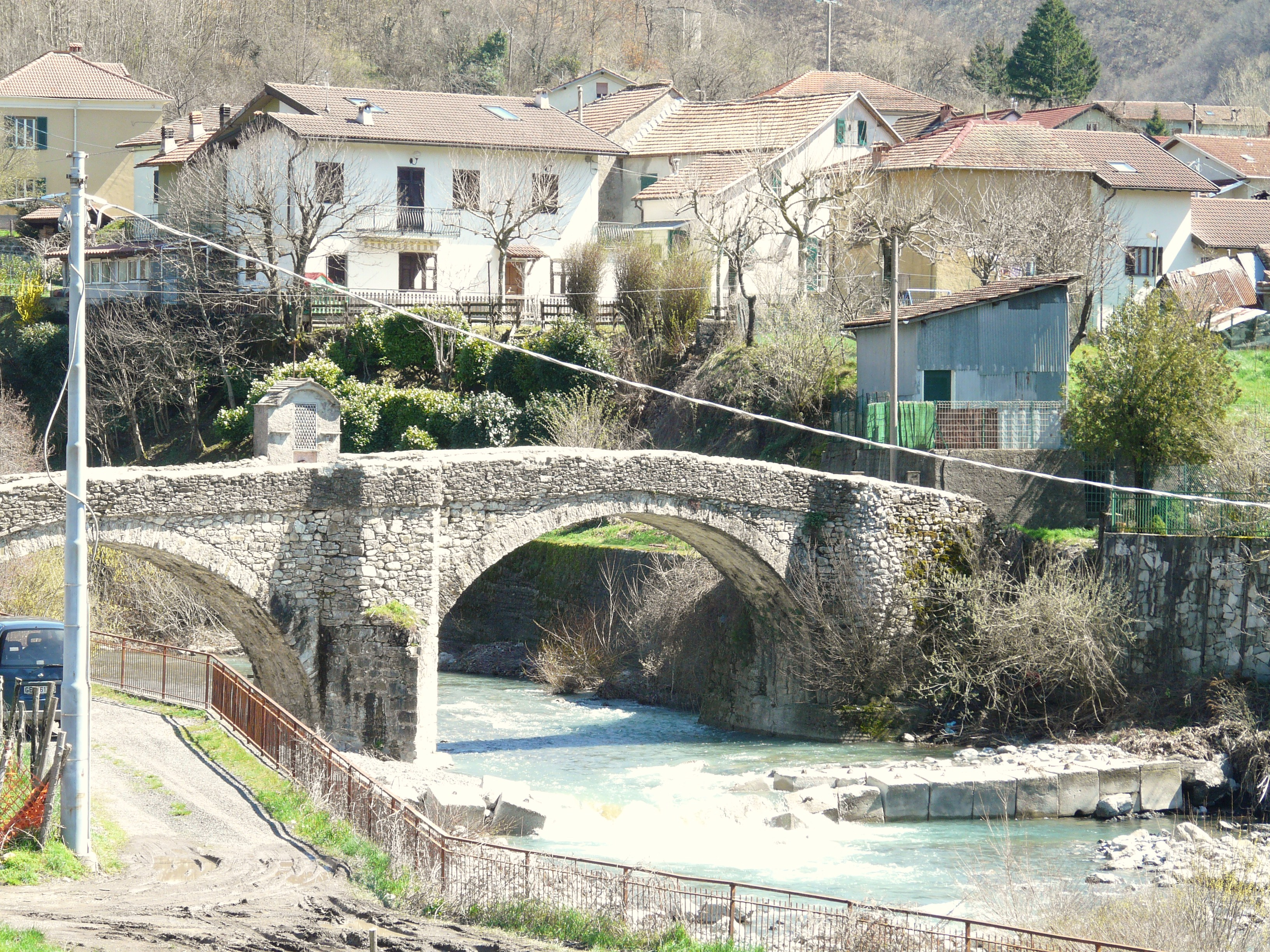